# Gornji Varoš
Gornji Varoš es una aldea de Croacia en el ejido del municipio de Stara Gradiška, condado de Brod-Posavina.
Es una típica aldea de Posavina donde sus habitantes se dedican principalmente a la agricultura con énfasis en la cría de animales (vacas lecheras).
En Gornji Varoš se encuentra una capilla dedicada a San Ilias del siglo XIX.

## Geografía
Gornji Varoš se encuentra a lo largo de la margen izquierda del río Mali Strug, a 1 km al oeste de Stara Gradiška, una altura de 90 metros sobre el nivel del mar. Está a 137 km de la capital croata, Zagreb.
Cubre un área de 20.62 km².

## Historia
La aldea de Gornji Varoš fue construida entre 1730 y 1735. Es una consecuencia  de la expansión de la fortaleza existente en Stara Gradiška y a la importancia que se le da a su función militar por lo que el espacio existente dentro de la fortaleza fue disminuyendo. Debido a esto, los habitantes de la fortaleza de Stara Gradiška se vieron obligados a mudarse, creando así asentamientos. como Gornji y Donji Varoš.

## Demografía
En el censo 2021 el total de población de la localidad de Gornji Varoš fue de 186 habitantes.
| Asentamiento | 1857 | 1869 | 1880 | 1890 | 1900 | 1910 | 1921 | 1931 | 1948 | 1953 | 1961 | 1971 | 1981 | 1991 | 2001 | 2011 | 2021 |
| ------------ | ---- | ---- | ---- | ---- | ---- | ---- | ---- | ---- | ---- | ---- | ---- | ---- | ---- | ---- | ---- | ---- | ---- |
| Gornji Varoš | 587  | 735  | 767  | 860  | 916  | 974  | 814  | 760  | 744  | 735  | 627  | 535  | 410  | 395  | 393  | 258  | 186  |